# زكرياء الوردي
زكرياء الوردي (مواليد 17 أغسطس 1998) هو لاعب كرة قدم مغربي. يشغل مركز وسط ميدان بنادي نادي الرجاء الرياضي.

## مسيرته
انضم زكريا الوردي إلى مركز تكوين نادي المغرب التطواني في سن مبكرة. تم استدعاؤه للعب ضمن المنتخب المغربي لأقل من 20 عامًا، وقد كان أداؤه جيدًا في عام 2016. ثم تمّ استدعاؤه للعب ضمن نادي المغرب التطواني رغم صغر سنه.

### الرجاء المغربي
خلال موسم 2018-2019، شارك في عدة مباريات وقدّم أداء جيدا، جعل أندية كبيرة تهتم به، إلى أن تعاقد معه نادي الرجاء الرياضي بعقد مدته ثلاث سنوات ونصف، وقد صرّح الوردي عقب هذا التعاقد قائلا: «تلقيت العديد من العروض من أندية أخرى، لكني اخترت الرجاء لأنني أحب هذا النادي وأحلم باللعب في صفوفه منذ طفولتي».
فاز زكريا باللقب الأول في مسيرته في 29 مارس 2019، على ملعب جاسم بن حمد في الدوحة، حين تُوّج الرجاء بكأس السوبر الأفريقي بعد فوزه على الترجي التونسي بنتيجة 2-1.
وفي يوم الخميس 8 ديسمبر أعلن نادي الزمالك فسخ التعاقد مع زكريا الوردي بالتراضي، بعد قضاء أقل من 4 شهور مع النادي. 5

## الإنجازات
الرجاء الرياضي
- البطولة الوطنية المغربية : 2020
- كأس الكونفيدرالية الأفريقية : 2021
- كأس السوبر الأفريقي : 2019
- كأس العرب للأندية الأبطال : 2020[4]

## روابط خارجية
- زكرياء الوردي على موقع قاعدة بيانات كرة القدم.إي يو (الإنجليزية)